# IT Vision
IT Vision，是香港一個由資訊科技界人士成立的民主派專業界別組織，成立於2016年。IT Vision支持真普選。

## 成員
IT Vision目前有30名成員。
- 鄭斌彬 - 軟件公司創辦人，分別於2011年、2016年當選為資訊科技界選委。[3]
- 陳澤滔 - 東九龍社區關注組發言人，於2016年當選為資訊科技界選委。
- 吳其彥 - 香港浸會大學計算機科學系教授，分別於2011年、2016年當選為資訊科技界選委。
- 王嘉屏 - 資訊科技創業者及專欄作者，香港互聯網協會總監及創業小組召集人、香港互聯網註冊管理有限公司董事，於2016年當選為資訊科技界選委。[4]
- 宋安來 - 前本地初創企業聯合創辦人，於2016年當選為資訊科技界選委。
- 邱祖淇 - 香港浸會大學計算機科學系講師，香港互聯網協會執行委員及版權及創意小組召集人，分別於2011年、2016年當選為資訊科技界選委。
- 羅浩林 - 於2016年當選為資訊科技界選委。
- 崔志英 - 香港科技大學工學院副院長及教授，幻音數碼科技聯合創辦人，於2016年當選為資訊科技界選委。
- 羅彬 - 公民黨黨員，退休前為香港城市大學電子工程系副教授，於2016年當選為資訊科技界選委。
- 李勁華 - 科技初創公司創辦人，自2014年起於香港浸會大學兼任客席講師，香港無線科技商會執委會理事，於2016年當選為資訊科技界選委。
- 黃岳永 - 香港科技大學副教授兼高級顧問(創業)，分別於2011年、2016年當選為資訊科技界選委。
- 楊和生 - 香港互聯網協會網絡保安及私隱工作組召集人，前香港互聯網註冊管理有限公司董事，分別於2006年、2011年、2016年當選為資訊科技界選委。
- 關德華 - 香港資訊科技專業認證局認證委員會委員，香港電腦學會軟件及系統過程改善專題小組主席，香港電腦學會項目管理專家小組成員，香港電腦學會質量管理專題組成員，香港電腦學會資訊保安專題組成員，分別於2011年、2016年當選為資訊科技界選委。
- 胡人傑 - 於2016年當選為資訊科技界選委。
- 麥天志 - 於2016年當選為資訊科技界選委。
- 容志偉 - 資訊科技創業者及音樂家，於2016年當選為資訊科技界選委。
- 王百羽 - 天水圍民生關注平台發言人，元朗區議員，於2016年當選為資訊科技界選委。
- 方保僑 - 香港互動市務商會創會會長，香港資訊科技商會榮譽會長，於2006年、2011年、2016年當選為資訊科技界選委。
- 梁兆昌 - 香港互聯網協會前主席，分別於2006年、2011年、2016年當選為資訊科技界選委。
- 黃浩華 - g0v零時政府網站g0vhk.io發起人，於2016年當選為資訊科技界選委。
- 林逸明 - 互聯網協會香港分會總監、司庫及互聯網應用發展工作小組召集人，於2016年當選為資訊科技界選委。
- 陳宇明 - 前公民黨黨員，於2016年當選為資訊科技界選委。
- 單仲偕 - 前立法會議員，現為民主黨中央常務委員會委員，葵青區議會主席，於2016年當選為資訊科技界選委。
- 邱智堅 - 前公民黨黨員，於2016年當選為資訊科技界選委。
- 林德基 - 香港中文大學講師，於2016年當選為資訊科技界選委。
- 楊婉翔 - 理工大學電子及資訊工程學院畢業生，軟體公司成長黑客，於2016年當選為資訊科技界選委。[5]
- 葉旭暉 - 香港互聯網服務供應商協會主席，香港互聯網註冊管理有限公司董事，於 2006、2011及2016年當選為資訊科技界選委。
- 楊林發 - 香港城市大學副教授，於2016年當選為資訊科技界選委。
- 黎智富 - 科大行動創立人之一，於2016年當選為資訊科技界選委。
- 麥志烈 - 軟件公司創辦人，分別於2011年、2016年當選為資訊科技界選委。

## 選舉

#### 2016年香港選舉委員會界別分組選舉
上屆泛民組成IT Voice 2012派出廿人得票大幅領先下全線當選，更打敗建制派所派出的24位人組合ICT動力（只有八人當選），另外兩席選委由立場相對中立的鄧淑明及王維基奪得，故此民主300+以全取三十席為目標。因應年輕資訊科技界工作者政治光譜較闊，承繼IT Voice 2012的IT Vision團隊亦有吸納本土派成員參選。建制派方面，不再組成大團隊參選，改以ICT Create、ICT Passion、IP-MAN、IT Mission及IT三劍俠等小組合參選，然而結果與上屆一樣以大比數落敗，IT Vision團隊全取三十席。
| 編號 | 姓名   | 所屬名單  | 政黨               | 票數  | 當選  |
| ---- | ------ | --------- | ------------------ | ----- | ----- |
| 1    | 鄭斌彬 | IT Vision |                    | 4,254 | alt=✓ |
| 2    | 陳澤滔 | IT Vision | 東九龍社區關注組   | 4,238 | alt=✓ |
| 3    | 吳其彥 | IT Vision |                    | 4,384 | alt=✓ |
| 4    | 王嘉屏 | IT Vision |                    | 4,443 | alt=✓ |
| 6    | 宋安來 | IT Vision |                    | 4,218 | alt=✓ |
| 8    | 邱祖淇 | IT Vision |                    | 4,346 | alt=✓ |
| 13   | 羅浩林 | IT Vision |                    | 4,286 | alt=✓ |
| 14   | 崔志英 | IT Vision |                    | 4,335 | alt=✓ |
| 15   | 羅彬   | IT Vision | 公民黨             | 4,474 | alt=✓ |
| 17   | 李勁華 | IT Vision |                    | 4,192 | alt=✓ |
| 18   | 黃岳永 | IT Vision |                    | 4,429 | alt=✓ |
| 20   | 楊和生 | IT Vision |                    | 4,332 | alt=✓ |
| 22   | 關德華 | IT Vision |                    | 4,218 | alt=✓ |
| 23   | 胡人傑 | IT Vision |                    | 4,202 | alt=✓ |
| 25   | 麥天志 | IT Vision |                    | 4,200 | alt=✓ |
| 27   | 容志偉 | IT Vision |                    | 4,267 | alt=✓ |
| 29   | 王百羽 | IT Vision | 天水圍民生關注平台 | 4,120 | alt=✓ |
| 33   | 方保僑 | IT Vision |                    | 4,429 | alt=✓ |
| 34   | 梁兆昌 | IT Vision |                    | 4,375 | alt=✓ |
| 35   | 黃浩華 | IT Vision |                    | 4,140 | alt=✓ |
| 37   | 林逸明 | IT Vision |                    | 4,235 | alt=✓ |
| 39   | 陳宇明 | IT Vision | 公民黨             | 4,147 | alt=✓ |
| 43   | 單仲偕 | IT Vision | 民主黨             | 4,806 | alt=✓ |
| 44   | 邱智堅 | IT Vision | 公民黨             | 4,206 | alt=✓ |
| 47   | 林德基 | IT Vision |                    | 4,233 | alt=✓ |
| 50   | 楊婉翔 | IT Vision |                    | 4,291 | alt=✓ |
| 51   | 葉旭暉 | IT Vision |                    | 4,300 | alt=✓ |
| 53   | 楊林發 | IT Vision |                    | 4,165 | alt=✓ |
| 54   | 黎智富 | IT Vision | 公民黨             | 4,139 | alt=✓ |
| 57   | 麥志烈 | IT Vision |                    | 4,031 | alt=✓ |

#### 2020年香港立法會選舉
2020年7月20日，黃浩華正式報名參選資訊科技界，申報其政治聯繫為IT Vision，接替現任民主派議員莫乃光。

## 另見
- 民主300+